# Nowe Kontrasty
Nowe Kontrasty – kwartalnik wydawany w latach 1994–2003 w Warszawie przez Zarząd Krajowy Stowarzyszenia Współpracy Polska-Wschód.
Pierwszy numer czasopisma ukazał się w styczniu 1994, ostatni (nr 111) 30 września 2003. Redaktorem naczelnym był Dionizy Sidorski.